# Beth Allen
Elizabeth Grace Nell Allen (nació el 28 de mayo, de 1984) en Auckland, Nueva Zelanda, donde reside con su familia. Tiene un hermano y una hermana mayor. Actúa desde 1993 y fue miembro de PAS Children's Theatre. Apareció en varios anuncios publicitarios en televisión y tuvo un papel importante como Eva en la serie de televisión "Riding High" e interpretó a la joven Julie en la película "The Ugly".
Beth comenzó a formar parte del equipo de Cloud 9 en "La Leyenda de Guillermo Tell", donde daba vida a la Princesa Vara. Al poco tiempo trabajó en "A Twist in the Tale". Más tarde Beth tuvo una audición para una intervención en "Xena: La Princesa Guerrera". Debido a su talento apareció en la 4ª temporada en el capítulo 'La hija de Pomira'.
A la edad de 14 años, Beth comenzó su papel de Amber en "La Tribu". Estuvo en el cast durante 6 meses, pero los exámenes del colegio la obligaron a  dejar la serie, Cloud 9 "mató" a Amber en un dramático comienzo de la 2ª Temporada, después de su "muerte" retomó el papel en la 3ª Temporada. 
En 2002 tuvo una aparición en la serie "Revelations - The Inital Journey" protagonizada por Tom Hern (Ram en "La Tribu"). Ha rodado la trilogía de películas "Treasure Island Kids" y participó en Power Rangers Operation Overdrive junto a Dwayne Cameron. Actualmente se encuentra trabajando en Shortland Street interpretando a la Dra. Brooke Freeman desde 2008. El 26 de febrero de 2011, Beth contrajo matrimonio con Charlie McDermott.

## Filmografía

### Teatro
- 2010: The Vagina Monologues (The Basament Theatre)
- 2010: TOYS es Dottie (Royale Productions)
- 2009: Killer Joe (The Basament Theatre)
- 2009: Little Blonde Hen (Auckland Central)
- 2008: The Eight: Reindeer Monologues (The Basement Theatre)
- 2007: The Feminine (Cross Street Studios)
- 2007: Equus (Peach Theatre Company)
- 2005: Billy Liar (Titirangi Theatre)
- 2004: Lovers (Titirangi Theatre)

### Películas
- El bebé está listo (2020)... Amiga de Alice
- Asesinato en Greenwich (2002) (TV).... Julia Skakel
- The Ugly (1997).... Julie

### Televisión
- Power Rangers Dino Fury (2021-2022)....  Green Morphin Master (Voz)
- Power Rangers Beast Morphers (2020).... Udonna
- Dear Muderer (2017).... Anne Chalmers
- Westside  (2017).... Episodio 3x04
- Shortland Street (2008-2014).... Dra. Brooke Freeman
- Power Rangers: Operation Overdrive (2007).... Vella
- Outrageous Fortune
  - - My Dearest Foe (2005).... Chantelle
- Power Rangers S.P.D.
  - - "Finales" Parte 2 (2005).... Aly Samuels
  - - "Finales" Parte 1 (2005).... Aly Samuels
  - - "Resurrección" (2005).... Aly Samuels
- Treasure Island Kids: The Mystery of Treasure Island (2004).... Ellie
- Treasure Island Kids: The Battle of Treasure Island (2004).... Ellie
- Treasure Island Kids: The Monster of Treasure Island (2004).... Ellie
- Revelations - The Initial Journey
  - - A Dream of Flying (2002).... Anna
- La Tribu.... Amber (1999, 2001-2003)
- A Twist in the Tale
  - - The Green Dress (1999).... Rose Martinelli
- Xena: La Princesa Guerrera
  - - La hija de Pomira (1999).... Pilee/Vanessa
- La Leyenda de Guillermo Tell (1998).... Princesa Vara
- Riding High
  - - Capítulo 1x33 (1995).... Eva
  - - Capítulo 1x38 (1995).... Eva